# Truls Velgaard
Truls Velgaard (ur. 1960) – norweski socjolog, od najmłodszych lat związany z mediami. Od 1985 dziennikarz działu politycznego norweskiej gazety „Fredriksstad Blad” należącej do Grupy Orkla Media, a od 1989 redaktor naczelny tej gazety. Z czasem awansował w strukturze Grupy Orkla Media. Jako dyrektor operacyjny Orkla Media Norway zarządzał regionami wschodniej Norwegii, gdzie rozwijał internetowe wydania gazet, bezpłatne tytuły, odpowiadał za politykę inwestycyjną (inwestycje w radio i domy mediowe). Od 2005 dyrektor sprzedaży i rozwoju rynku, a od 2006 dyrektor zarządzający Orkla Media. Do czasu przejęcia Orkli Press Polska przez brytyjski Mecom Group w październiku 2006, był odpowiedzialny za całą działalność Orkli w Polsce, czyli za spółkę Orkla Press Polska (wydawca 11 dzienników regionalnych). Od września 2006 do września 2009 r. (kiedy to przeszedł do rady nadzorczej spółki) sprawował funkcję prezesa zarządu Presspubliki (wydawcy „Rzeczpospolitej”). W listopadzie 2008 został mianowany prezesem zarządu Mecom Group, a także objął nadzór nad Edda Media, norweską spółką koncernu.